# 吉田憲一郎
吉田 憲一郎（よしだ けんいちろう、1959年〈昭和34年〉10月20日 - ）は、日本の実業家。ソニーグループ株式会社取締役代表執行役会長、ソニー株式会社取締役会長、ソニーセミコンダクタソリューションズ株式会社取締役会長、日本経済団体連合会（経団連）副会長。熊本県出身。

## 経歴
鹿児島県立鶴丸高等学校を経て東京大学経済学部を卒業。1983年にソニー（現・ソニーグループ）に入社。1988年にソニーネットワーク販売に出向、1990年にソニー・コーポレーション・オブ・アメリカに赴任を経て、1994年にソニー（現・ソニーグループ）の証券業務部所属となる。1997年に財務部に異動を経て、1998年に社長室室長に就任。
2000年にソニーコミュニケーションネットワーク（現・ソニーネットワークコミュニケーションズ）に出向。2001年に同社の執行役員に就任、2005年に代表取締役社長に就任。その後、ソニー（現・ソニーグループ）を退職し正式にソニーコミュニケーションネットワーク（現・ソニーネットワークコミュニケーションズ）に移籍する。
2013年に、平井一夫からの要請でソニー（現・ソニーグループ）に戻り、執行役 エグゼクティブ・バイス・プレジデントCSO兼デピュティCFOに就任。2014年に代表執行役CFOに就任を経て、2018年に平井一夫の後任として代表執行役社長兼CEOに就任。2020年に代表執行役会長兼社長CEOに就任。2023年4月1日より社長職を十時裕樹副社長に譲り、引き続き代表執行役会長CEOとして担っているが、2025年4月1日にCEO職を十時に譲り、代表執行役会長に就任。

## 人物
2021年3月期の役員報酬は12億5300万円。

## 履歴

### 学歴・職歴
- 1983年（昭和58年）3月 - 東京大学経済学部卒業[1]。
- 1983年（昭和58年）4月 - ソニー株式会社（現・ソニーグループ株式会社）入社[8]。
- 1988年（昭和63年）6月 - ソニーネットワーク販売株式会社出向[8]。
- 1990年（平成2年）6月 - ソニー・コーポレーション・オブ・アメリカ赴任[8]。
- 1994年（平成6年）4月 - ソニー株式会社（現・ソニーグループ株式会社）証券業務部所属[8]。
- 1997年（平成9年）10月 - ソニー株式会社（現・ソニーグループ株式会社）財務部所属[8]。
- 1998年（平成10年）6月 - ソニー株式会社（現・ソニーグループ株式会社）社長室室長[8]。
- 2000年（平成12年）7月 - ソニーコミュニケーションネットワーク株式会社（現・ソニーネットワークコミュニケーションズ株式会社）出向[8]。
- 2000年（平成12年）9月 - ソネット・エムスリー株式会社（現・エムスリー株式会社）設立 社外取締役（現任）[9]。
- 2001年（平成13年）5月 - ソニーコミュニケーションネットワーク株式会社（現・ソニーネットワークコミュニケーションズ株式会社）執行役員 コーポレートプランニング担当[8]。
- 2003年（平成15年）6月 - 株式会社ディー・エヌ・エー社外取締役[9]。
- 2003年（平成15年）10月 - ソネット・エムスリー・USA・コーポレーション（現・エムスリー・USA・コーポレーション）設立 社外取締役[9]。
- 2005年（平成17年）4月 - ソニーコミュニケーションネットワーク株式会社（現・ソニーネットワークコミュニケーションズ株式会社）代表取締役執行役員社長[10]。
- 2005年（平成17年）4月 - ソニースタイル・ジャパン株式会社非常勤取締役[11]。
- 2005年（平成17年）5月 - 株式会社ソニー・カルチャーエンタテインメント（初代法人）コーポレート・エグゼクティブ[12]。
- 2006年（平成18年）4月 - 株式会社ソニー・放送メディア非常勤取締役[13]。
- 2006年（平成18年）7月 - テレビポータルサービス株式会社（現・株式会社アクトビラ）設立 非常勤取締役[14]。
- 2006年（平成18年）7月 - ソネットキャピタルパートナーズ株式会社設立 非常勤取締役[13]。
- 2007年（平成19年）6月 - ソニー株式会社（現・ソニーグループ株式会社）グループ役員[15][16]。
- 2013年（平成25年）6月 - オリンパス株式会社社外取締役[17]。
- 2013年（平成25年）12月 - ソニー株式会社（現・ソニーグループ株式会社）執行役 エグゼクティブ・バイス・プレジデントCSO兼デピュティCFO[18]。
- 2014年（平成26年）1月 - ソネット株式会社（現・ソニーネットワークコミュニケーションズ株式会社）非常勤取締役[19]。
- 2014年（平成26年）4月 - ソニー株式会社（現・ソニーグループ株式会社）代表執行役 エグゼクティブ・バイス・プレジデントCFO[20]。
- 2014年（平成26年）6月 - ソニー株式会社（現・ソニーグループ株式会社）取締役兼代表執行役 エグゼクティブ・バイス・プレジデントCFO（現任）[21]。
- 2014年（平成26年）6月 - 株式会社ソニー・コンピュータエンタテインメント（現・株式会社ソニー・インタラクティブエンタテインメント）非常勤取締役[22]。
- 2014年（平成26年）6月 - 株式会社ソニー・ミュージックエンタテインメント非常勤取締役（現任）[23]。
- 2014年（平成26年）7月 - ソニー・コーポレーション・オブ・アメリカ非常勤取締役[24]。
- 2014年（平成26年）7月 - ソニー・ミュージックエンタテインメント（アメリカ）非常勤取締役[24]。
- 2014年（平成26年）7月 - ソニー・ピクチャーズ エンタテインメント・インク非常勤取締役[24]。
- 2015年（平成27年）1月 - ソニーモバイルコミュニケーションズ株式会社（現・ソニー株式会社）非常勤取締役[25]。
- 2015年（平成27年）4月 - ソニー株式会社（現・ソニーグループ株式会社）取締役兼代表執行役副社長兼CFO[26]。
- 2016年（平成28年）4月 - ソニーセミコンダクタソリューションズ株式会社非常勤取締役[27]。
- 2016年（平成28年）4月 - ソニー・インタラクティブエンタテインメントLLC設立 非常勤取締役（現任）[28]。
- 2017年（平成29年）4月 - ソニーイメージングプロダクツ&ソリューションズ株式会社非常勤取締役[29]。
- 2018年（平成30年）4月 - ソニー株式会社（現・ソニーグループ株式会社）取締役兼代表執行役社長兼CEO[30]。
- 2018年（平成30年）6月 - 特定非営利活動法人日本から外科医がいなくなることを憂い行動する会理事[31]。
- 2019年（令和元年）5月 - 一般社団法人電子情報技術産業協会代表理事兼筆頭副会長[32]。
- 2020年（令和2年）6月 - ソニー株式会社（現・ソニーグループ株式会社）取締役兼代表執行役会長兼社長CEO[33]。
- 2020年（令和2年）6月 - 一般社団法人日本経済団体連合会 審議員会副議長[34]。
- 2021年（令和3年）3月 - 内閣官房 気候変動対策推進のための有識者会議構成員（現任）[35]。
- 2021年（令和3年）4月 - ソニー株式会社取締役会長（現任）[36]。
- 2021年（令和3年）4月 - ソニーセミコンダクタソリューションズ株式会社取締役会長（現任）[37]。
- 2023年（令和5年）4月 - ソニーグループ株式会社取締役代表執行役会長CEO
- 2024年（令和6年）5月 - 日本経済団体連合会副会長[38]
- 2025年（令和7年）4月 - ソニーグループ株式会社取締役代表執行役会長

### 受賞・栄誉
- 2018年（平成30年）5月 - 平成30年度全国発明表彰朝日新聞社賞発明実施功績賞（公益社団法人発明協会）[39]。
- 2019年（令和元年）11月 - 令和元年度関東地方発明表彰特許庁長官賞実施功績賞（公益社団法人発明協会）[40]。

## 現職
- ソニーグループ株式会社取締役代表執行役会長
- ソニー株式会社取締役会長[41]
- ソニーセミコンダクタソリューションズ株式会社取締役会長[42]
- 一般社団法人日本経済団体連合会審議員会副議長[43]
- 内閣官房 気候変動対策推進のための有識者会議構成員[44]
- 株式会社ソニー・ミュージックエンタテインメント非常勤取締役[45]
- ソニー・インタラクティブエンタテインメントLLC非常勤取締役[46]
- エムスリー株式会社社外取締役[47]
- 一般社団法人日本IR協議会評議員[48]
- 一般社団法人電波産業会経営諮問委員[49]